# Caroline Sageman
Caroline Sageman est une pianiste française, née le 29 août 1973.

## Biographie
Caroline Sageman est une enfant précoce : elle prend ses premières leçons de piano à 6 ans avec Denyse Rivière, l'assistante de Marcel Ciampi, et professeur de Jean-Marc Luisada. À 9 ans, avec l'Orchestre Philharmonique de Radio France, elle interprète le concerto pour piano en ré majeur de Haydn à la salle Pleyel. Entrée au conservatoire de Paris à 13 ans dans la classe de Germaine Mounier, elle n'en a que dix-sept lorsqu'elle remporte le 6e prix du concours Chopin de Varsovie, ce qui fait d'elle la plus jeune lauréate de ce concours depuis sa création comme Kevin Kenner (en), lui aussi lauréat à 17 ans en 1980. Parmi ses rencontres professionnelles majeures, il faut citer celles de Claudio Arrau, de Miłosz Magin, Hubert Guillard, Merces De Silva Telles, Nikita Magaloff, Evgueni Malinin et Eugen Indjic. Elle se produit ensuite à l'étranger, notamment au Japon, en Italie et en Suisse, et en France. Elle a travaillé entre autres chefs d'orchestre avec Pierre Dervaux et Jean-François Paillard. Elle se produit aussi dans des formations de chambre, notamment avec Faustine Tremblay (violon), Maja Bogdanović (violoncelle), Jean Ferrandis (flûte), Sarah Jégou-Sageman (violon).
Spécialiste de Chopin et Liszt, elle imagine en 2010 le spectacle musical Chopin, Musset, les doubles romantiques avec  Patrick Bruel. La lecture d'extraits de Confessions d'un enfant du siècle et Les nuits d'Alfred de Musset par celui-ci y alterne avec des œuvres de Frédéric Chopin qu'elle exécute.
Elle aborde également le répertoire contemporain et a créé des œuvres d'Arnaud Petit, Françoise Choveaux et Bruno Giner, qui lui a dédié sa pièce Après une lecture de...
Parallèlement à ses activités de concertiste, Caroline Sageman est l'assistante de Jean-Marc Luisada à l'École normale de musique de Paris Alfred Cortot et enseigne au CRD du Blanc Mesnil (93).

## Prix
- 1982 : Premier Prix du Royaume de la Musique
- 1990 : 6e prix du Concours international de piano Frédéric-Chopin

## Discographie
- Franz Liszt (Lyrinx, 2004)
  - Sonate en si mineur (dédiée à Robert Schumann)
  - Vallée d’Obermann (Première année de pèlerinage : Suisse)
  - Rêve d’amour (no 3 des Liebesträume)
  - Saint-François de Paule marchant sur les flots (Légendes, no 2)
- Frédéric Chopin (Lyrinx, 2002)
  - Sonate en si bémol mineur, Op. 35
  - Scherzos
    - no 1 en si mineur, Op. 20
    - no 2 en si bémol mineur, Op. 31
    - no 3 en ut dièse mineur, Op. 39
    - no 4 en mi majeur, Op. 54
- L'Histoire du Petit Tailleur de Tibor Harsányi et Le Carnaval des Animaux de Camille Saint-Saëns, par Smaïn (récitant). Direction d'orchestre : Yannis Pouspourikas. Pianistes : Caroline Sageman et Lidija Bizjak (Lyrinx, 2008)
- Frédéric Chopin (Lyrinx, 2011)
  - Polonaise-Fantaisie
  - Andante spianato
  - Grande Polonaise
- Ludwig van Beethoven (Lyrinx, 2012)

Intégrale des Sonates pour violon et piano, avec David Galoustov